# Riserva naturale regionale Bosco Casale
La Riserva naturale regionale Bosco Casale, nota informalmente come oasi di Casacalenda, è una riserva naturale regionale del Molise ricompresa nel territorio del comune di Casacalenda e gestita dalla Lega Italiana Protezione Uccelli (LIPU). 
La riserva, che è la prima area protetta della regione, fu istituita nel 1993 e si estende per 146 ettari; è classificata come IBA e ZSC venendo ricompresa nella rete Natura 2000 e tra le oasi di protezione della fauna ai sensi della legge 157/1992.

## Territorio
La Riserva occupa una superficie di 146 ettari, pari a due terzi del Bosco Casale, che è un querceto collinare alle pendici dei monti Frentani tra il massiccio del Matese e il mare Adriatico. L'area è interamente ricompresa nel territorio del comune di Casacalenda, in provincia di Campobasso, e si trova ad un'altitudine di circa 800 metri sul livello del mare.

## Storia
L'area in tempi antichi avrebbe ospitato un accampamento del generale cartaginese Annibale presso Geronio durante la seconda guerra punica.
Il querceto di Bosco Casale fu poi inserito negli anni 1920 nel piano dei tagli cedui ventennali che si fermarono solo nei primi anni '90 quando il Comune di Casacalenda, proprietario dei terreni, propose la realizzazione di un'oasi di protezione della fauna istituita con DGR n° 1000 dell'8 luglio 1993 dalla Regione Molise. L'area divenne quindi la prima area protetta del Molise e dal 18 dicembre 1993 è gestita dalla Lega Italiana Protezione Uccelli (LIPU) tramite una convenzione siglata col Comune di Casacalenda.
Nel 1995 è stata riconosciuta dal Ministero dell'ambiente come "area naturale protetta" e inserita nell'Elenco ufficiale delle aree naturali protette (EUAP) come "Oasi di Bosco Casale". Dal 1997 è stata anche inclusa, per le sue peculiarità floro-faunistiche, nei siti della rete Natura 2000 come: sito di interesse comunitario (SIC), poi zona speciale di conservazione (ZSC), con codice IT7222250 e denominazione "Bosco Casale – Cerro del Ruccolo"; come Important Bird Area (IBA) e poi zona di protezione speciale (ZPS) con codice IT7228230 e denominazione "Lago di Guardialfiera – Foce del Fiume Biferno".
Nel 2019 è stata riconosciuta come Riserva naturale regionale con DGR 282 del 23 luglio 2019.

## Flora e fauna
Dall'inizio della primavera la Riserva si presenta come un vasto tappeto di fiori: dalle comuni Primule all'Anemone degli Appennini, dal Narciso dei poeti alle Orchidee.
La tarda primavera è il momento migliore per poter osservare le farfalle che popolano i sentieri e le radure con i loro brillanti colori. Sono una sessantina le specie diurne osservate. I mammiferi enumerano specie molto interessanti quali il Gatto selvatico e il Lupo grigio. I rapaci presenti più interessanti sono il Falco pecchiaiolo, il Lodolaio, il Nibbio reale e l'Astore.
Tra gli anfibi sono da segnalare la Salamandrina di Savi che occupa il suo estremo areale orientale, il Tritone italiano, la Rana agile e l'Ululone appenninico.